# Pátria

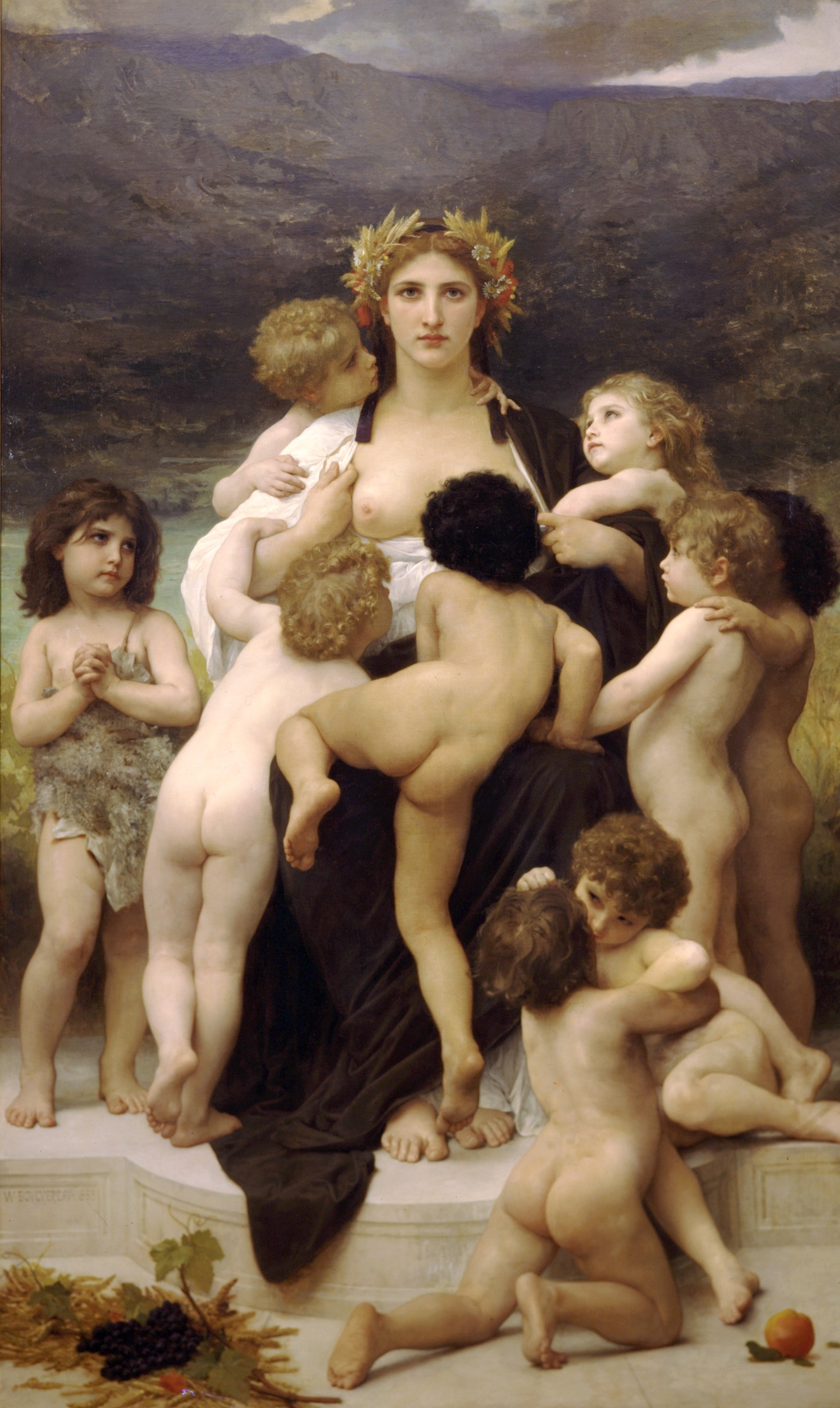
A alma parental (1883), representação da Pátria por William-Adolphe Bouguereau.

Pátria (do latim "patriota", terra paterna) indica a terra natal ou adotiva de um ser humano, que se sente ligado por vínculos afetivos, culturais, valores e história. O primeiro registro histórico da palavra "Pátria" tem a ver com o conceito de país, do italiano paese, por sua vez originário do latim pagus, aldeia, donde também vem pagão.
Significa o sítio onde se vive, o local, ambiente ou espaço geográfico onde se insere a nossa vida. Da mesma raiz, temos também a palavra paisagem.
O telurismo naturalista de Taine refere mesmo que o território, entendido como país é que constitui o elemento propulsor da marcha da história: a raça modela o indivíduo; o país modela a raça. Um grau de calor no ar, a inclinação do chão é a causa primordial das nossas faculdades e das nossas paixões.
Mas, quando, além deste quadro geográfico, se inserem elementos de história, tradição e sangue, o país passa a pátria, à terra e aos seus mortos. Esta já tem uma significação geo-histórica, como transparece no beijar da terra levado a cabo por um chefe políticos antes do começo de uma batalha, como o fizeram Joana d’Arc ou D. Nuno Álvares Pereira, herói português.
Quando esse quadro geo-histórico se assume politicamente, ligado a emoções colectivas e aos elementos gentílicos da nascença e da imaginação, a pátria pode volver-se em nação.
Se a expressão nação começou por significar aqueles que nascem da mesma raiz, já a expressão pátria vem do latim patrius, isto é, terra dos antepassados. Se a primeira tem uma conotação sanguínea e biológica, a segunda tem uma origem claramente telúrica.
Isto é, se a expressão nação apela ao nascimento, à raiz de onde se vem, já a expressão pátria invoca mais o passado e, fundamentalmente, os mortos passados. Neste sentido, Luís de Almeida Braga define-a como terra patrum, a terra dos Avolengos, a nação tal como a criaram e engrandeceram nossos pais antigos.
Saliente se, a este respeito, que os juristas na Idade Média tanto falavam numa pátria sua ou pátria própria, no sentido de localidade - equivalente àquilo que em castelhano, ainda hoje se diz com a expressão pátria chica -, como numa communis pátria, simbolizada na principal cidade de cada monarquia ou na coroa.
É neste segundo sentido que, como refere Martim de Albuquerque, que a expressão pátria vai ser divulgada pelos nossos escritores de Quinhentos. Já também D. Afonso Henriques, num documento de 1132, intitulava-se portugalensium patrie princeps e em 1158 portugalensium patrie rex.
Spranger dizia que a pátria era um sentimento sanguíneo das origens.
Se com a pátria um povo passa a localizar-se fisicamente, espiritualizando um determinado território, não tarda que se localize historicamente, num espaço já cunhado pelos seus antepassados, num espaço que já foi vivido e experimentado por eles e que está carregado de memórias, e deste modo trata de procurar a nação, entendida como comunidade de gerações.
Como refere Miguel Torga, uma pátria é o espaço telúrico e moral, cultural e afectivo, onde cada natural se cumpre humana e civicamente. Só nele a sua respiração é plena, o seu instinto sossega, a sua inteligência fulgura, o seu passado tem sentido e o seu presente tem futuro (In O Dia de 11 de Setembro de 1976).
Também António Sardinha, no prefácio à Memória da História e Teoria das Cortes Gerais do 2.º Visconde de Santarém, criticando tanto o dogma da vontade suprema do monarca como o da soberania do povo, salienta que ambos derivam da concepção materialista de poder e da ideia pagã de império e que a tirania impessoal do Estado é logicamente a Revolução organizada, assinalando que anteriores aos direitos circunscritos do Estado, há os direitos da sociedade, mais extensos e mais profundos, para cuja garantia o Estado exclusivamente se constitui..
Procurando a constituição essencial do povo português, o mesmo mestre do tradicionalismo fala nas origens democráticas de lusitanos e visigodos e no facto de a nacionalidade ter surgido de uma rede miúda de behetrias e outras agremiações agrárias e de uma combinação feliz da hereditariedade com a representação. Referindo que a nossa primeira dinastia tinha uma natureza rural e foraleira, proclama que a freguesia, entre nós, é uma espécie de comuna sem carta, assinalando a precedência agrária do nosso município, porque da freguesia sai o movimento que tornou orgânica a liberdade municipal em Portugal e que pela federação das nossas confrarias agrícolas Portugal se constituiu.
Esta perspectiva distanciar-se-ia da concepção política da Antiguidade, onde o indivíduo pertencia ao Estado e o edifício social pagão tinha o Imperador por cúpula e a escravidão por alicerce. Daí ter-se divinizado o Estado, pelo que a vida social oscila entre a escravidão da maioria e a vontade despótica de um só. Assim terá voltado a suceder na Renascença, em cujo ventre se gerou a Revolução. Partindo do princípio que a nação está formada quando o Estado se constitui, chega a referir, a propósito das Cortes, uma proveniência mais ou menos contratual da nossa soberania. Considera também que as monarquias de direito divino são de marca protestante e critica a majestade barroca do cesarismo romano, salientando que a Reforma gerou uma concepção patrimonial do Estado.